# Fédération nationale des communications et de la culture
La Fédération nationale des communications et de la culture est une organisation syndicale québécoise affiliée à la Confédération des syndicats nationaux et regroupant environ 6 000 membres répartis dans 88 syndicats du domaine des médias, des communications et de la culture.
De sa formation en novembre 1972 jusqu'en mars 2020, l'organisation syndicale porte le nom de Fédération nationale des communications.

## Comité exécutif actuel
- Présidente: Annick Charette
- Secrétaire général-trésorier: Mathieu Fraser-Lasnier
- Vice-président secteur communications: Pierre Tousignant
- Vice-présidente culture: Jean-Philippe Bergeron
- Vice-président: Maxime Sarrasin
- Vice-présidente: Karine Tremblay